# FA Cup 1935/36
Der FA Cup 1935/36 war die 61. Austragung des The Football Association Challenge Cup (meist als FA Cup bekannt).
Der Pokalwettbewerb startete mit der Qualifikation zwischen dem 7. September 1935 und dem 16. November 1935. Die Hauptrunde begann anschließend ab dem 30. November 1935 und endete mit dem Finale in Wembley in London am 25. April 1936 vor einer Kulisse von offiziell 93.384 Zuschauern. Sieger des Wettbewerbs wurde zum zweiten Mal der FC Arsenal. Unterlegener Finalist war Sheffield United.

## Wettbewerb

### Erste Hauptrunde
| Datum             |                         | Ergebnis |                     |
| ----------------- | ----------------------- | -------- | ------------------- |
| 30. November 1935 | AFC Barrow              | 4:1      | AFC Wrexham         |
| 30. November 1935 | Brighton & Hove Albion  | 0:0      | Cheltenham Town     |
| 30. November 1935 | Bristol City            | 0:1      | Crystal Palace      |
| 30. November 1935 | Cardiff City            | 0:3      | FC Dartford         |
| 30. November 1935 | FC Chester              | 1:0      | AFC Gateshead       |
| 30. November 1935 | FC Chesterfield         | 3:0      | FC Southport        |
| 30. November 1935 | Clapton Orient          | 0:0      | FC Aldershot        |
| 30. November 1935 | Coventry City           | 1:1      | Scunthorpe United   |
| 30. November 1935 | Crewe Alexandra         | 4:2      | Boston United       |
| 30. November 1935 | FC Darlington           | 4:2      | Accrington Stanley  |
| 30. November 1935 | Dulwich Hamlet          | 2:3      | Torquay United      |
| 30. November 1935 | Exeter City             | 0:4      | FC Gillingham       |
| 30. November 1935 | Halifax Town            | 4:0      | AFC Rochdale        |
| 30. November 1935 | Gainsborough Trinity    | 3:1      | Blyth Spartans      |
| 30. November 1935 | Grantham Town           | 0:2      | Notts County        |
| 30. November 1935 | Kidderminster Harriers  | 4:1      | FC Bishop Auckland  |
| 30. November 1935 | Mansfield Town          | 2:3      | Hartlepools United  |
| 30. November 1935 | FC Margate              | 3:1      | Queens Park Rangers |
| 30. November 1935 | AFC New Brighton        | 1:3      | AFC Workington      |
| 30. November 1935 | AFC Newport County      | 0:1      | Southend United     |
| 30. November 1935 | Northampton Town        | 0:0      | Bristol Rovers      |
| 30. November 1935 | FC Nunhead              | 2:4      | FC Watford          |
| 30. November 1935 | Oldham Athletic         | 6:1      | Ferryhill Athletic  |
| 30. November 1935 | FC Reading              | 8:3      | Corinthian FC       |
| 30. November 1935 | FC Romford              | 3:3      | FC Folkestone       |
| 30. November 1935 | FC Scarborough          | 2:0      | FC Darwen           |
| 30. November 1935 | FC Southall             | 3:1      | Swindon Town        |
| 30. November 1935 | Stalybridge Celtic      | 4:0      | Kells United        |
| 30. November 1935 | Tranmere Rovers         | 3:0      | Carlisle United     |
| 30. November 1935 | FC Walsall              | 2:0      | Lincoln City        |
| 30. November 1935 | Walthamstow Avenue      | 1:1      | AFC Bournemouth     |
| 30. November 1935 | Wigan Athletic          | 1:2      | Rotherham United    |
| 30. November 1935 | Yeovil & Petters United | 0:1      | FC Newport (IOW)    |
| 30. November 1935 | York City               | 1:5      | Burton Town         |

#### Wiederholungsspiele
| Datum            |                   | Ergebnis |                        |
| ---------------- | ----------------- | -------- | ---------------------- |
| 4. Dezember 1935 | AFC Bournemouth   | 8:1      | Walthamstow Avenue     |
| 4. Dezember 1935 | FC Aldershot      | 0:1      | Clapton Orient         |
| 4. Dezember 1935 | Bristol Rovers    | 3:1      | Northampton Town       |
| 4. Dezember 1935 | Cheltenham Town   | 0:6      | Brighton & Hove Albion |
| 4. Dezember 1935 | FC Folkestone     | 2:1      | FC Romford             |
| 9. Dezember 1935 | Scunthorpe United | 4:2      | Coventry City          |

### Zweite Hauptrunde
| Datum             |                    | Ergebnis |                        |
| ----------------- | ------------------ | -------- | ---------------------- |
| 14. Dezember 1935 | AFC Bournemouth    | 5:2      | AFC Barrow             |
| 14. Dezember 1935 | FC Chester         | 3:3      | FC Reading             |
| 14. Dezember 1935 | FC Chesterfield    | 0:0      | FC Walsall             |
| 14. Dezember 1935 | Crewe Alexandra    | 2:1      | FC Gillingham          |
| 14. Dezember 1935 | FC Dartford        | 4:0      | Gainsborough Trinity   |
| 14. Dezember 1935 | Halifax Town       | 1:1      | Hartlepools United     |
| 14. Dezember 1935 | FC Folkestone      | 1:2      | Clapton Orient         |
| 14. Dezember 1935 | FC Margate         | 3:1      | Crystal Palace         |
| 14. Dezember 1935 | Notts County       | 3:0      | Torquay United         |
| 14. Dezember 1935 | Oldham Athletic    | 1:1      | Bristol Rovers         |
| 14. Dezember 1935 | Rotherham United   | 1:1      | FC Watford             |
| 14. Dezember 1935 | FC Scarborough     | 1:1      | Brighton & Hove Albion |
| 14. Dezember 1935 | FC Southall        | 8:0      | FC Newport (IOW)       |
| 14. Dezember 1935 | Southend United    | 5:0      | Burton Town            |
| 14. Dezember 1935 | Stalybridge Celtic | 0:1      | FC Darlington          |
| 14. Dezember 1935 | Tranmere Rovers    | 6:2      | Scunthorpe United      |
| 14. Dezember 1935 | AFC Workington     | 5:1      | Kidderminster Harriers |

#### Wiederholungsspiele
| Datum             |                        | Ergebnis |                    |
| ----------------- | ---------------------- | -------- | ------------------ |
| 18. Dezember 1935 | Brighton & Hove Albion | 3:0      | FC Scarborough     |
| 18. Dezember 1935 | Bristol Rovers         | 4:1      | Oldham Athletic    |
| 18. Dezember 1935 | Hartlepools United     | 0:0      | Halifax Town       |
| 18. Dezember 1935 | FC Reading             | 3:0      | FC Chester         |
| 18. Dezember 1935 | FC Watford             | 1:0      | Rotherham United   |
| 19. Dezember 1935 | FC Walsall             | 2:1      | FC Chesterfield    |
| 23. Dezember 1935 | Halifax Town           | 1:4      | Hartlepools United |

### Dritte Hauptrunde
Folgende Klubs traten erst zur dritten Hauptrunde in den Wettbewerb ein:
- Erstligisten der Football League (22): FC Arsenal, Aston Villa, FC Birmingham, Blackburn Rovers, Bolton Wanderers, FC Brentford, FC Chelsea, Derby County, FC Everton, Grimsby Town, Huddersfield Town, Leeds United, FC Liverpool, Manchester City, FC Middlesbrough, FC Portsmouth, Preston North End, Sheffield Wednesday, Stoke City, AFC Sunderland, West Bromwich Albion & Wolverhampton Wanderers.
- Zweitligisten der Football League (22): FC Barnsley, FC Blackpool, Bradford City, Bradford Park Avenue, FC Burnley, FC Bury, Charlton Athletic, Doncaster Rovers, FC Fulham, Hull City, Leicester City, Manchester United, Newcastle United, Norwich City, Nottingham Forest, Port Vale, Plymouth Argyle, Sheffield United, FC Southampton, Swansea Town, Tottenham Hotspur & West Ham United.
- Drittligisten der Football League (3): Luton Town, FC Millwall & Stockport County.

| Datum           |                         | Ergebnis |                        |
| --------------- | ----------------------- | -------- | ---------------------- |
| 11. Januar 1936 | Aston Villa             | 0:1      | Huddersfield Town      |
| 11. Januar 1936 | FC Barnsley             | 3:3      | FC Birmingham          |
| 11. Januar 1936 | Blackburn Rovers        | 1:1      | Bolton Wanderers       |
| 11. Januar 1936 | FC Blackpool            | 3:1      | FC Margate             |
| 11. Januar 1936 | Bradford City           | 1:0      | AFC Bournemouth        |
| 11. Januar 1936 | Bradford Park Avenue    | 3:2      | AFC Workington         |
| 11. Januar 1936 | Bristol Rovers          | 1:5      | FC Arsenal             |
| 11. Januar 1936 | FC Burnley              | 0:0      | Sheffield United       |
| 11. Januar 1936 | Clapton Orient          | 3:0      | Charlton Athletic      |
| 11. Januar 1936 | Crewe Alexandra         | 1:1      | Sheffield Wednesday    |
| 11. Januar 1936 | FC Darlington           | 2:3      | FC Bury                |
| 11. Januar 1936 | Derby County            | 3:2      | FC Dartford            |
| 11. Januar 1936 | Doncaster Rovers        | 1:2      | Nottingham Forest      |
| 11. Januar 1936 | FC Everton              | 1:3      | Preston North End      |
| 11. Januar 1936 | FC Fulham               | 2:1      | Brighton & Hove Albion |
| 11. Januar 1936 | Hartlepools United      | 0:0      | Grimsby Town           |
| 11. Januar 1936 | Leicester City          | 1:0      | FC Brentford           |
| 11. Januar 1936 | FC Liverpool            | 1:0      | Swansea Town           |
| 11. Januar 1936 | Manchester City         | 3:1      | FC Portsmouth          |
| 11. Januar 1936 | FC Middlesbrough        | 1:0      | FC Southampton         |
| 11. Januar 1936 | FC Millwall             | 0:0      | Stoke City             |
| 11. Januar 1936 | Norwich City            | 1:1      | FC Chelsea             |
| 11. Januar 1936 | Notts County            | 0:0      | Tranmere Rovers        |
| 11. Januar 1936 | FC Reading              | 1:3      | Manchester United      |
| 11. Januar 1936 | FC Southall             | 1:4      | FC Watford             |
| 11. Januar 1936 | Stockport County        | 2:3      | Plymouth Argyle        |
| 11. Januar 1936 | AFC Sunderland          | 2:2      | Port Vale              |
| 11. Januar 1936 | Tottenham Hotspur       | 4:4      | Southend United        |
| 11. Januar 1936 | FC Walsall              | 0:2      | Newcastle United       |
| 11. Januar 1936 | West Bromwich Albion    | 2:0      | Hull City              |
| 11. Januar 1936 | West Ham United         | 2:2      | Luton Town             |
| 11. Januar 1936 | Wolverhampton Wanderers | 1:1      | Leeds United           |

#### Wiederholungsspiele
| Datum           |                     | Ergebnis |                         |
| --------------- | ------------------- | -------- | ----------------------- |
| 13. Januar 1936 | Port Vale           | 2:0      | AFC Sunderland          |
| 14. Januar 1936 | Grimsby Town        | 4:1      | Hartlepools United      |
| 15. Januar 1936 | FC Birmingham       | 0:2      | FC Barnsley             |
| 15. Januar 1936 | Bolton Wanderers    | 0:1      | Blackburn Rovers        |
| 15. Januar 1936 | FC Chelsea          | 3:1      | Norwich City            |
| 15. Januar 1936 | Leeds United        | 3:1      | Wolverhampton Wanderers |
| 15. Januar 1936 | Luton Town          | 4:0      | West Ham United         |
| 15. Januar 1936 | Sheffield Wednesday | 3:1      | Crewe Alexandra         |
| 15. Januar 1936 | Southend United     | 1:2      | Tottenham Hotspur       |
| 15. Januar 1936 | Stoke City          | 4:0      | FC Millwall             |
| 15. Januar 1936 | Tranmere Rovers     | 4:3      | Notts County            |
| 16. Januar 1936 | Sheffield United    | 2:1      | FC Burnley              |

### Vierte Hauptrunde
| Datum           |                      | Ergebnis |                      |
| --------------- | -------------------- | -------- | -------------------- |
| 25. Januar 1936 | FC Chelsea           | 4:1      | Plymouth Argyle      |
| 25. Januar 1936 | Derby County         | 2:0      | Nottingham Forest    |
| 25. Januar 1936 | FC Fulham            | 5:2      | FC Blackpool         |
| 25. Januar 1936 | Leicester City       | 6:3      | FC Watford           |
| 25. Januar 1936 | FC Liverpool         | 0:2      | FC Arsenal           |
| 25. Januar 1936 | Manchester City      | 2:1      | Luton Town           |
| 25. Januar 1936 | FC Middlesbrough     | 3:0      | Clapton Orient       |
| 25. Januar 1936 | Port Vale            | 0:4      | Grimsby Town         |
| 25. Januar 1936 | Preston North End    | 0:0      | Sheffield United     |
| 25. Januar 1936 | Stoke City           | 0:0      | Manchester United    |
| 25. Januar 1936 | Tottenham Hotspur    | 1:0      | Huddersfield Town    |
| 25. Januar 1936 | Tranmere Rovers      | 2:4      | FC Barnsley          |
| 27. Januar 1936 | Sheffield Wednesday  | 1:1      | Newcastle United     |
| 29. Januar 1936 | Bradford Park Avenue | 1:1      | West Bromwich Albion |
| 29. Januar 1936 | Leeds United         | 3:2      | FC Bury              |
| 3. Februar 1936 | Bradford City        | 3:1      | Blackburn Rovers     |

#### Wiederholungsspiele
| Datum            |                      | Ergebnis |                      |
| ---------------- | -------------------- | -------- | -------------------- |
| 29. Januar 1936  | Manchester United    | 0:2      | Stoke City           |
| 29. Januar 1936  | Newcastle United     | 3:1      | Sheffield Wednesday  |
| 30. Januar 1936  | Sheffield United     | 2:0      | Preston North End    |
| 3. Februar 1936  | West Bromwich Albion | 1:1      | Bradford Park Avenue |
| 10. Februar 1936 | Bradford Park Avenue | 2:0      | West Bromwich Albion |

### Fünfte Hauptrunde
| Datum            |                      | Ergebnis |                   |
| ---------------- | -------------------- | -------- | ----------------- |
| 15. Februar 1936 | FC Barnsley          | 2:1      | Stoke City        |
| 15. Februar 1936 | Bradford City        | 0:1      | Derby County      |
| 15. Februar 1936 | Bradford Park Avenue | 0:0      | Tottenham Hotspur |
| 15. Februar 1936 | Grimsby Town         | 3:2      | Manchester City   |
| 15. Februar 1936 | FC Middlesbrough     | 2:1      | Leicester City    |
| 15. Februar 1936 | Newcastle United     | 3:3      | FC Arsenal        |
| 15. Februar 1936 | Sheffield United     | 3:1      | Leeds United      |
| 19. Februar 1936 | FC Chelsea           | 0:0      | FC Fulham         |

#### Wiederholungsspiele
| Datum            |                   | Ergebnis |                      |
| ---------------- | ----------------- | -------- | -------------------- |
| 24. Februar 1936 | FC Fulham         | 3:2      | FC Chelsea           |
| 19. Februar 1936 | FC Arsenal        | 3:0      | Newcastle United     |
| 17. Februar 1936 | Tottenham Hotspur | 2:1      | Bradford Park Avenue |

### Sechste Hauptrunde
| Datum            |                  | Ergebnis |                   |
| ---------------- | ---------------- | -------- | ----------------- |
| 29. Februar 1936 | FC Arsenal       | 4:1      | FC Barnsley       |
| 29. Februar 1936 | FC Fulham        | 3:0      | Derby County      |
| 29. Februar 1936 | Grimsby Town     | 3:1      | FC Middlesbrough  |
| 29. Februar 1936 | Sheffield United | 3:1      | Tottenham Hotspur |

### Halbfinale
Die beiden Spiele wurden am 21. März 1936 ausgetragen.
|                  | Ergebnis |              | Ort           |
| ---------------- | -------- | ------------ | ------------- |
| FC Arsenal       | 1:0      | Grimsby Town | Huddersfield  |
| Sheffield United | 2:1      | FC Fulham    | Wolverhampton |

### Finale
| FC Arsenal                                  | FC Arsenal | Sheffield United | Sheffield United |
| ------------------------------------------- | --- | --- | ---------------- |
| FC Arsenal                                  | \| Finale \| \| Samstag, 25. April 1936 in London (Wembley) \| \| Ergebnis: 1:0 (0:0) \| \| Zuschauer: 93.384 \| \| Schiedsrichter: Harry Nattrass \| \| Spielbericht \|         | \| Finale \| \| Samstag, 25. April 1936 in London (Wembley) \| \| Ergebnis: 1:0 (0:0) \| \| Zuschauer: 93.384 \| \| Schiedsrichter: Harry Nattrass \| \| Spielbericht \|                            | Sheffield United |
| FC Arsenal                                  | Alex Wilson – George Male, Eddie Hapgood – Jack Crayston, Herbie Roberts, Wilf Copping – Joe Hulme, Ray Bowden, Ted Drake, Alex James, Cliff Bastin Cheftrainer: Herbert Chapman | Jack Smith – Harry Hooper, Charlie Wilkinson – Ernest Jackson, Tom Johnson, Archie McPherson – Harold Barton, Bobby Barclay, Jock Dodds, Jack Pickering, Bertie Williams Cheftrainer: Teddy Davison | Sheffield United |
| FC Arsenal                                  | 1:0 Ted Drake (74.) | | Sheffield United |
| Finale                                      | | |                  |
| Samstag, 25. April 1936 in London (Wembley) | | |                  |
| Ergebnis: 1:0 (0:0)                         | | |                  |
| Zuschauer: 93.384                           | | |                  |
| Schiedsrichter: Harry Nattrass              | | |                  |
| Spielbericht                                | | |                  |